# Kirchberg an der Pielach
Kirchberg an der Pielach è un comune austriaco di 3 207 abitanti nel distretto di Sankt Pölten-Land, in Bassa Austria; ha lo status di comune mercato (Marktgemeinde).